# Горња Драготиња
Горња Драготиња је насељено мјесто у граду Приједор, Република Српска, БиХ. Према попису становништва из 2013. у насељу је живјело 305 становника.

## Географија
Насеље се налази између градова Приједора и Новог Града у Поткозарју.

## Култура
Посебну атракцију у Горњој Драготињи представљају „Драготињске вечери“ у којој се бира „Кнез, кнежевине Драготиње“.
Радио-телевизија Републике Српске је у Горњој Драготињи у октобру 2011. снимила прву епизоду емисије „Вез“, посвећене народној и изворној традицији Републике Српске.
У Горњој Драготињи је дуги низ година постојао Фудбалски клуб "Каран", а стадион на којем су играли носи назив "Љубан Марјановић - Љупче", по играчу настрадалом у одбрамбено-отаџбинском рату.

## Становништво
| Демографија | Демографија | Демографија |
| Година      | Становника  | Становника  |
| ----------- | ----------- | ----------- |
| 1961.       | 912         |             |
| 1971.       | 820         |             |
| 1981.       | 623         |             |
| 1991.       | 521         |             |
| 2013.       | 305         |             |

## Знамените личности
- Бранко Миљуш, српски графичар и сликар
- Симо Брдар, српски сценариста, режисер и књижевник
- Синиша Кесар, редитељ
- Михајло Зец, жртва злочина хрватског МУПа
- Жарко Згоњанин, народни херој и генерал ЈНА